# A Coleção Invisível
A Coleção Invisível é um filme brasileiro, do gênero drama, dirigido por Bernard Atal e inspirado no conto de Stefan Zweig. É o último filme de Walmor Chagas. Alguns moradores da cidade de Itajuípe participaram no elenco.

## Sinopse
Um acontecimento inesperado deprime Beto, que abandona o seu trabalho e viaja para Itajuípe, na Bahia, em busca de valiosas obras de arte, que estão com um colecionador, Samir. Descobre que ele foi uma grande produtor de cacau, que vive com a mulher Clara e a filha Saada em sua fazenda, cego e praticamente falido, depois do ataque da praga vassoura-de-bruxa, que destruiu sua plantação.

## Elenco
- Vladimir Britcha ... Beto
- Clarisse Abujamra ... Clara
- Walmor Chagas ... Samir
- Ludmila Rosa ... Saada
- Wesley Macedo ... Wesley
- Frank Menezes ... taxista
- Paulo César Pereio ... radialista
- Conceição Senna ... Iolanda
- Marco Calil ... Caio

## Premiações
- Festival de Gramado - 3 prêmios - Melhor Filme pelo júri popular, Melhor Atriz Coadjuvante para Clarisse Abujamra, e Melhor Ator Coadjuvante, para Walmor Chagas.[5]